# تپه قلعه مبارک‌آباد
تپه قلعه مبارک‌آباد یا دژ سپید مربوط به دوره ساسانیان - دوران‌های تاریخی پس از اسلام است و در شهرستان قم، بخش مرکزی، روستای مبارک‌آباد واقع شده و این اثر در تاریخ ۱۱ دی ۱۳۸۰ با شمارهٔ ثبت ۴۶۳۱ به‌عنوان یکی از آثار ملی ایران به ثبت رسیده است.